# 第百十七号駆潜特務艇
| 艦歴               | 艦歴                                                |
| ------------------ | --------------------------------------------------- |
| 建造所             | タンジョン・プリオク船渠                            |
| 起工               |                                                     |
| 進水               | 1938年                                              |
| 竣工               | 1942年捕獲 9月1日艦籍編入                           |
| 喪失               | 1945年7月23日戦没                                   |
| 除籍               |                                                     |
| 要目（整備完成時） |                                                     |
| 排水量             | 基準：131トン                                       |
| 全長               | 水線長：31.60m                                      |
| 全幅               | 水線幅：5.50m                                       |
| 吃水               | 1.80m                                               |
| 機関               | ディーゼル機関1基、1軸、320馬力                     |
| 速力               | 12.0ノット                                          |
| 航続距離           |                                                     |
| 燃料搭載量         |                                                     |
| 乗員               |                                                     |
| 兵装               | 短5cm砲1門 25mm単装機銃1挺 13mm単装機銃1艇 爆雷12個 |

第百十七号駆潜特務艇（だいひゃくじゅうななごうくせんとくむてい）は、日本海軍の駆潜特務艇。旧オランダ海軍沿岸用掃海艇「バンタム（Bantam）」。1942年捕獲、1945年戦没。

## 艦歴
旧オランダ海軍沿岸用掃海艇アロール（Alor）級の2番艇「バンタム（Bantam）」。日本軍の侵攻によりタンジョン・プリオクで同型艇7隻と共に自沈した。1942年3月2日に捕獲、同型艇の中で1隻だけ整備され、翌1943年8月10日に整備完成、同年9月1日に艦籍に編入された。
編入後は沿岸用掃海艇としては100トンを越える大型艇であったため、船団護衛などに従事したようである。終戦直前となる1945年7月23日にバリ島の東南東でアメリカ海軍潜水艦「ハードヘッド」の雷撃を受けて沈没した。